# 阿奇圣安东尼奥
阿奇圣安东尼奥（義大利語：Aci Sant'Antonio）是意大利西西里大区卡塔尼亞廣域市的一个市镇。总面积14平方公里，人口17464人，人口密度1247.4人/平方公里（2009年）。ISTAT代码为087005。